# Stazione di Ireji
La stazione di Ireji (入地駅?, Ireji-eki) è una stazione ferroviaria di Ryūgasaki, città della prefettura di Ibaraki e servita dalla linea Ryūgasaki delle Ferrovie del Kantō.

## Linee
Ferrovie del Kantō
■ Linea Ryūgasaki

## Struttura
La stazione è dotata di un marciapiede e un unico binario, utilizzati per entrambe le direzioni di marcia.
| - | ■ Linea Ryūgasaki | per Sanuki e Ryūgasaki |

## Stazioni adiacenti
| «               | Servizio        | »               |
| Linea Ryūgasaki | Linea Ryūgasaki | Linea Ryūgasaki |
| --------------- | --------------- | --------------- |
| Sanuki          | Locale          | Ryūgasaki       |